# 五十川駅
五十川駅（いらがわえき）は、山形県鶴岡市五十川にある、東日本旅客鉄道（JR東日本）羽越本線の駅である。

## 歴史
- 1923年（大正12年）3月18日：鉄道省陸羽西線三瀬 - 温海（現・あつみ温泉）間開業の際に開業[1][2]。
- 1924年（大正13年）7月31日：羽越線の駅となる[2]。
- 1925年（大正14年）11月20日：支線となる赤谷線の開業に伴い、羽越本線の駅となる。
- 1970年（昭和45年）9月29日：温海 - 当駅間が複線化[2]。
- 1972年（昭和47年）9月1日：貨物および荷物の取り扱いを廃止[3]。無人駅となる[4]。
- 1987年（昭和62年）4月1日：国鉄分割民営化に伴い、東日本旅客鉄道の駅となる[1]。

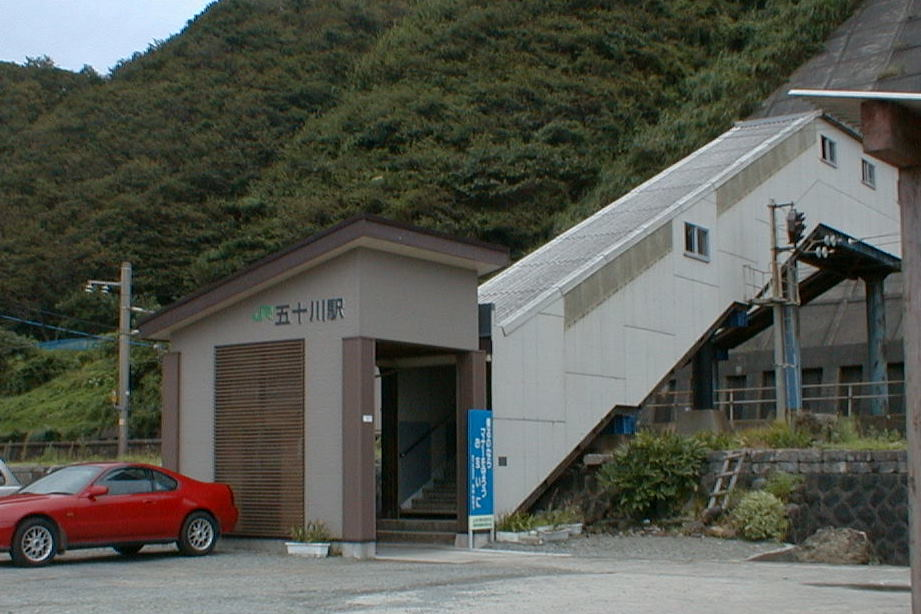
跨線橋があった頃の駅出入口（1998年8月）
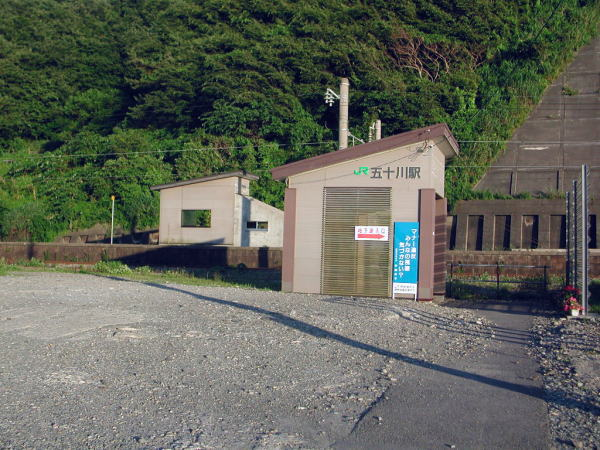
改修前の駅出入口（2004年7月）

## 駅構造
島式ホーム1面2線を有する地上駅である。

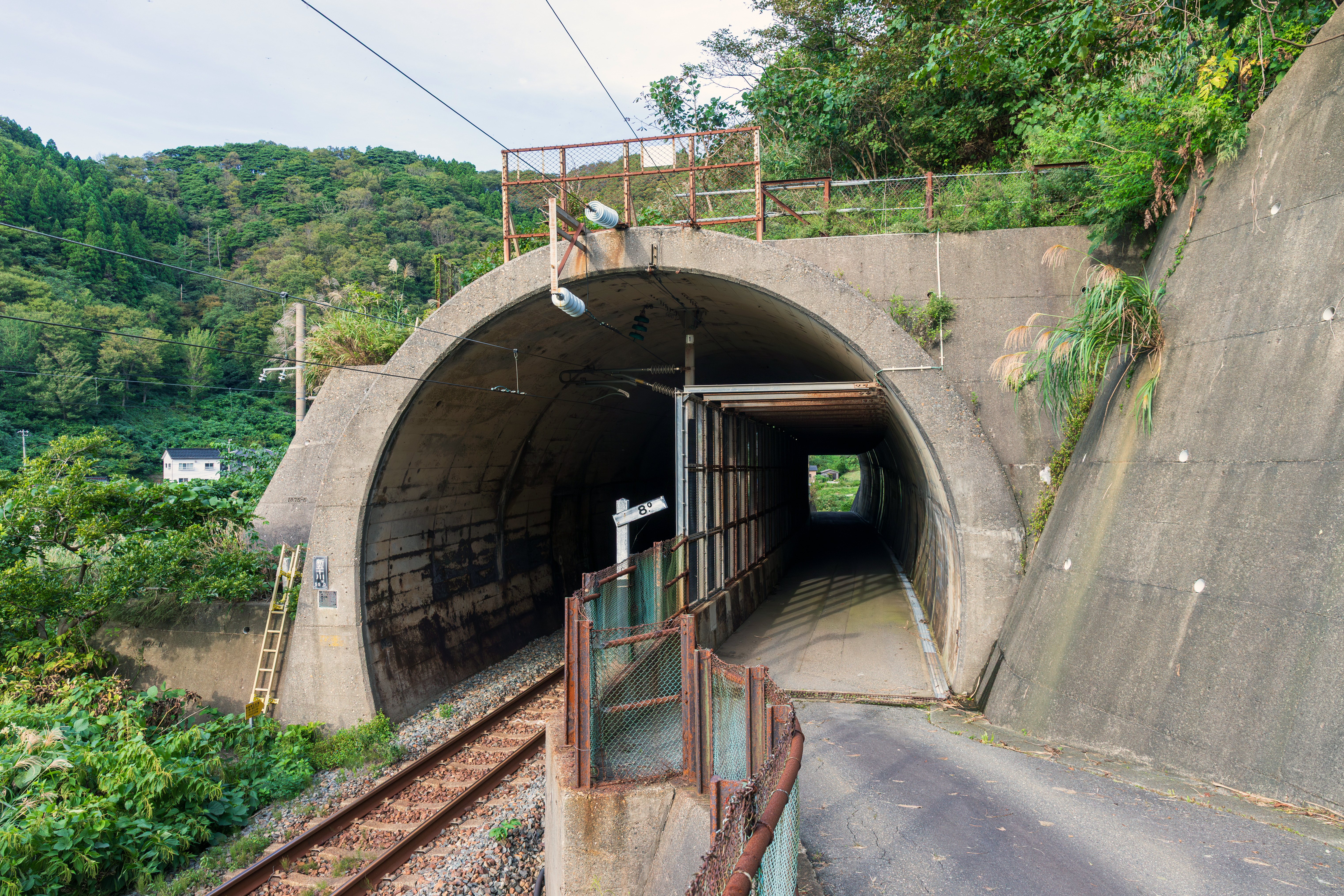
新五十川トンネル

酒田駅管理の無人駅である。以前は駅舎や跨線橋があったが撤去され、駅舎跡付近にホームと直結した地下通路入口が設けられている。ホーム行地下通路入口鶴岡側には、旧ホームの一部が残っている。ホーム上には待合室が設置されている。
1977年（昭和52年）の複線化の際に線路が若干山側に移設され、このとき駅の東側に新五十川トンネルができた。新五十川トンネルは内部が半分に仕切られ、海側の半分を鉄道（羽越本線）用、山側の半分を道路（車道）用として供用されている鉄道道路併用トンネルである。なお、このトンネルは上り線専用で、下り線はトンネル横の地上を走行する。
かつては鶴岡方上り線側に田川炭鉱（1960年〈昭和35年〉閉山）への専用線があった。

### のりば
| 番線 | 路線      | 方向 | 行先                 |
| ---- | --------- | ---- | -------------------- |
| 1    | ■羽越本線 | 下り | 鶴岡・酒田・秋田方面 |
| 2    | ■羽越本線 | 上り | 村上・新津方面       |

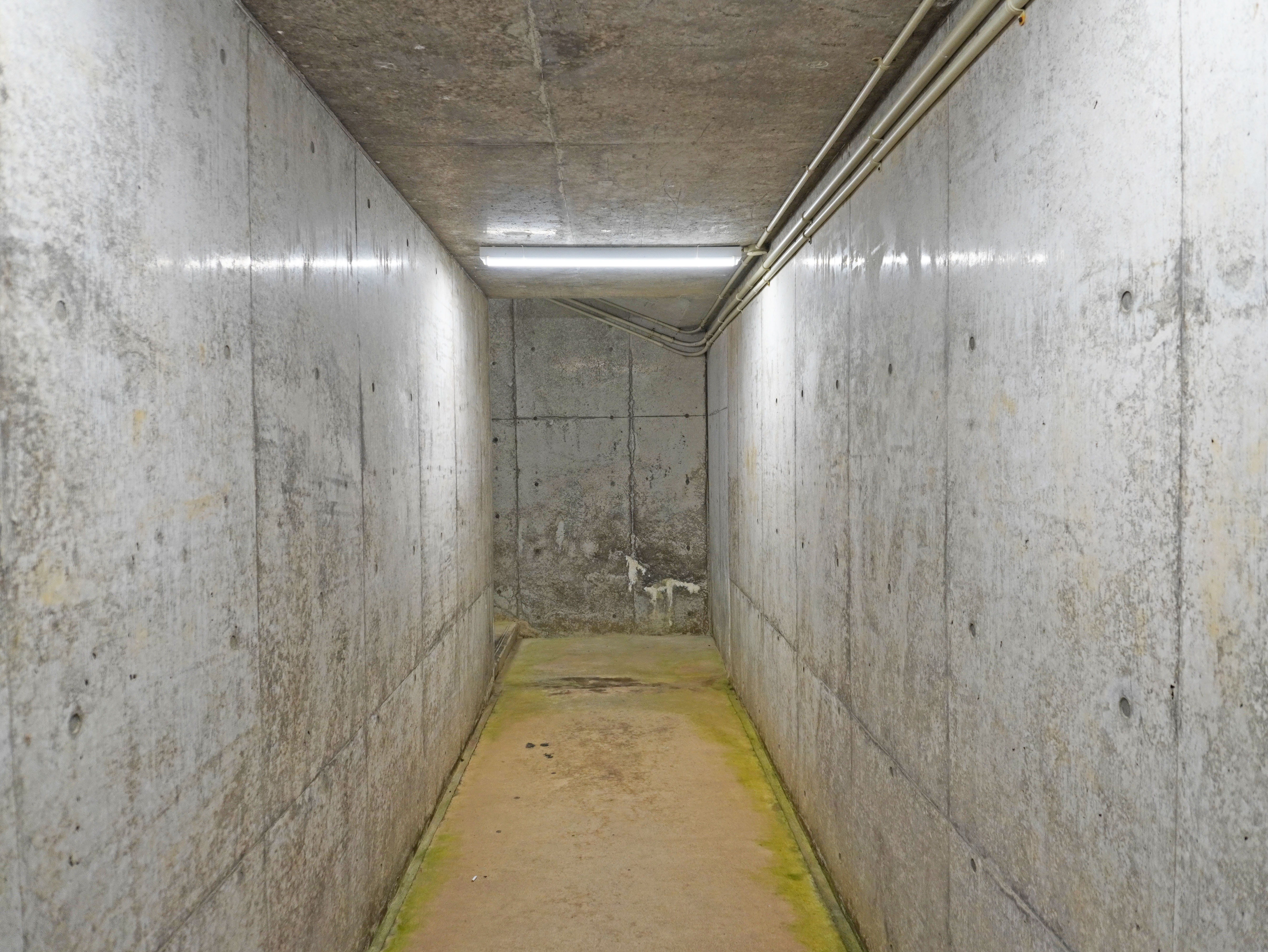
地下通路（2022年9月）
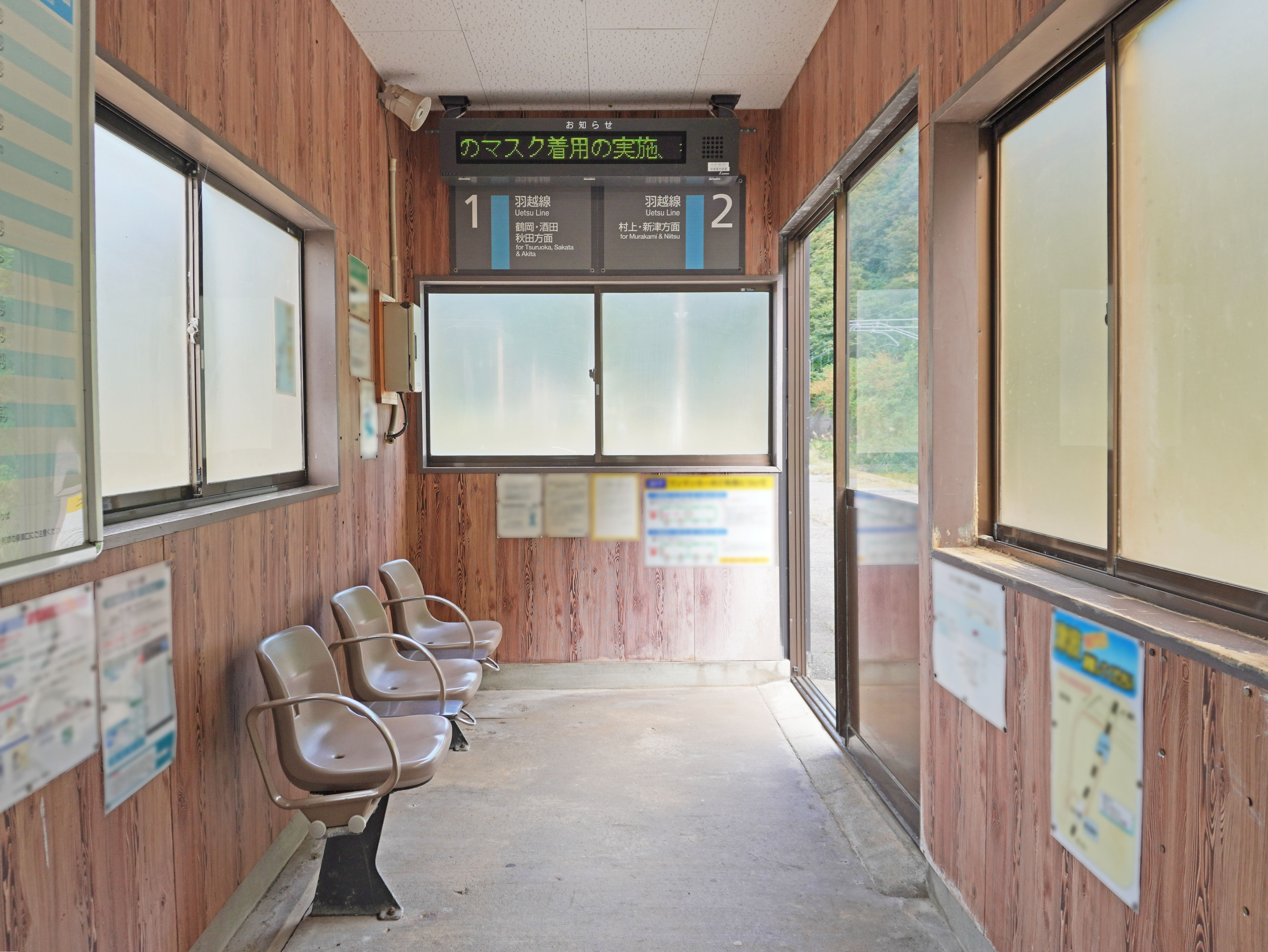
待合室（2022年9月）
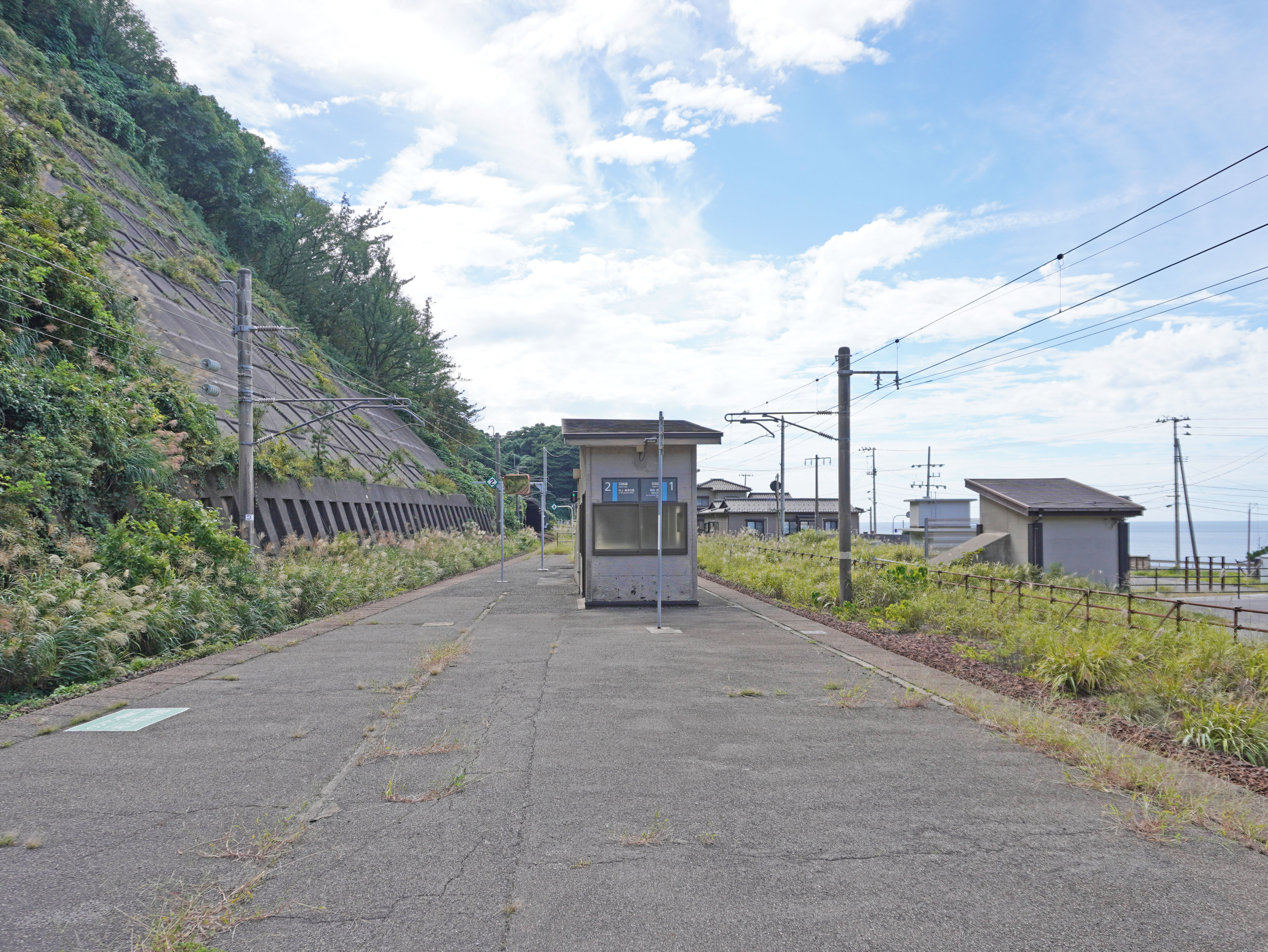
ホーム（2022年9月）

## 利用状況
「鶴岡市統計書」によると、2004年度（平成16年度）- 2009年度（平成21年度）の1日平均乗車人員の推移は以下のとおりであった。
| 1日平均乗車人員推移 | 1日平均乗車人員推移 | 1日平均乗車人員推移 | 1日平均乗車人員推移 | 1日平均乗車人員推移 |
| 年度                | 一般                | 定期                | 合計                | 出典                |
| ------------------- | ------------------- | ------------------- | ------------------- | ------------------- |
| 2004年（平成16年）  | 7                   | 36                  | 43                  | [ 7 ]               |
| 2005年（平成17年）  | 6                   | 32                  | 39                  | [ 7 ]               |
| 2006年（平成18年）  | 5                   | 35                  | 41                  | [ 7 ]               |
| 2007年（平成19年）  | 6                   | 33                  | 39                  | [ 7 ]               |
| 2008年（平成20年）  | 6                   | 27                  | 33                  | [ 7 ]               |
| 2009年（平成21年）  | 5                   | 19                  | 24                  | [ 7 ]               |

## 駅周辺
- 国道7号
- 遭龍寺 - 駅のすぐ東側。前述の新五十川トンネルの道路はこの寺に繋がっている。
- 古四王神社
- 五十川保育園
- 五十川自治公民館
- 五十川簡易郵便局
- 日本海東北自動車道 いらがわインターチェンジ

## バス路線
駅からやや西側の国道7号上に庄内交通「五十川駅前」バス停がある。
- エスモールバスターミナル、鶴岡駅前方面
- あつみ温泉駅、温海営業所方面

なお、駅前の民家の前にあるバス停は温海地域集合タクシーのもので、平日のみ運行。

## 隣の駅
東日本旅客鉄道（JR東日本）
■羽越本線
あつみ温泉駅 - 五十川駅 - 小波渡駅